# Castillo de Sen
El castillo de Sen o también conocido por castillo de la Peña de San Miguel es una construcción defensiva militar situada en la localidad de Santa Eulalia de la Peña, en el municipio oscense de Nueno en el Salto de Roldán.

## Historia
Existen noticias del enclave de Sen por parte de autores musulmanes como al-Razi, Ibn Hayyan y al-Udri ya en los siglos X y XI como una hisn frente a fortalezas cristianas del norte como Bentué, Lúsera, Nocito y Used.
Fue conquistado temporalmente por Sancho Garcés de Navarra entre el 940-941 junto con la fortaleza de Labata aunque fue reconquistado por Muhámmad ibn Háshim at-Tuyibi en 942. No sería hasta finales del siglo XI que caería definitivamente en manos cristianas sin poder precisarse una fecha concreta.

## Descripción
Se encuentra elevado sobre la cima amesetada de un escarpado monte de paredes verticales y difícil acceso, con gran control visual sobre los pasos hacia la Hoya de Huesca desde el valle de Belsué y sobre el llano situado al sur.
El conjunto se dispone en dos niveles. En el inferior, al norte, en lo que sería el acceso al castillo, se alzan los restos de una torre y dos aljibes de gran tamaño y de planta rectangular, cercados por un muro de piedra además de estar protegidos bajo un resalte de roca; en la parte más alta se localizan los restos de una segunda torre de planta cuadrada de la que se conservan 25 hiladas de sillares que equivalen a unos 5 metros de altura, dispuestos a soga y esporádicamente a tizón, configurando un muro muy estrecho de alrededor de 64 cm, una pequeña iglesia y restos de viviendas. 
Asimismo, al pie de la peña, en zona próxima al aparcamiento, se localiza un segundo despoblado medieval, con restos de viviendas y una iglesia románica, conocida como ermita de San Miguel.

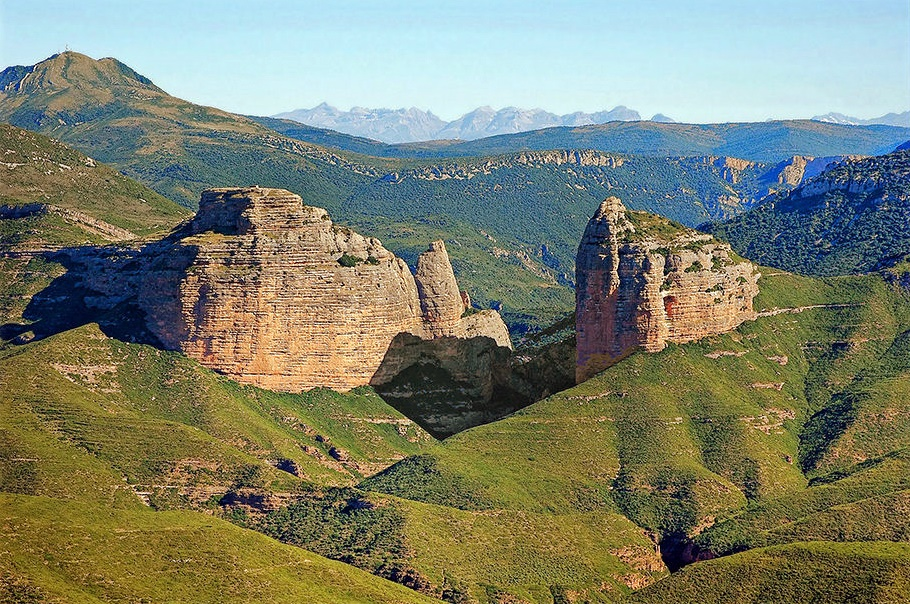
Sobre la peña de la izquierda está situado el castillo de Sen.

En la plataforma superior, que tiene una longitud de unos 100 metros, se encuentran los restos de una torre que según Adolfo Castán Sarasa no se pudo terminar de construir, esta torre es de planta rectangular, precedida por una zarpa o escarpe escalonado del que arrancan los lienzos verticales de la fortificación. Estos están realizados en sillería, dispuesta a tizón combinado con otras hiladas aparejadas a soga y cerrando a veces los huecos entre ambas mediante finas hiladas de piezas dispuestas de canto. En el interior, en la planta baja se dispondría el aljibe, que conserva los arranques de una bóveda de cañón corrido; el aljibe recibiría el agua de las cubiertas a través de una conducción intramural que todavía se conserva parcialmente. Según Castán las obras se frenarían en el momento del cierre del aljibe a pesar de que se terminaron otros dos elementos más como son el hueco de la puerta y la conexión del aljibe con el piso superior